# Laurent Lefèvre
Laurent Lefèvre (Maubeuge, 2 luglio 1976) è un ex ciclista su strada francese, professionista dal 1997 al 2010.

## Palmarès

### Strada
- 1994 (Juniores, due vittorie)

Classifica generale Tour de Lorraine
4ª tappa Grand Prix Rüebliland (Lenzburg > Dintikon)
- 1995 (Juniores, una vittoria)

Ronde de l'Oise
- 1997 (Festina-Lotus, due vittorie)

3ª tappa Vuelta a Chile (Limache > Santiago del Cile)
Prueba Villafranca de Ordizia
- 2002 (Jean Delatour, due vittorie)

Grand Prix de Villers-Cotterêts
À travers le Morbihan
- 2003 (Jean Delatour, due vittorie)

5ª tappa Bayern Rundfahrt (Grafenau > Freystadt)
5ª tappa Critérium du Dauphiné Libéré (Morzine > Chambéry)

#### Altri successi
- 2007 (Bouygues Télécom)

Criterium Saint-Quentin

## Piazzamenti

### Grandi Giri
- Giro d'Italia

2005: 35º
2006: 50º
- Tour de France

1999: 88º
2000: ritirato (10ª tappa)
2002: 34º
2003: 65º
2004: non partito (17ª tappa)
2005: 117º
2006: 37º
2007: 58º
2008: 86º
2009: 42º
- Vuelta a España

2009: ritirato (9ª tappa)

### Classiche monumento
- Milano-Sanremo

1999: 168º
2004: 154º
- Parigi-Roubaix

1999: ritirato
- Liegi-Bastogne-Liegi

1999: ritirato
2000: ritirato
2001: 54º
2002: 85º
2004: ritirato
2007: 70º
2008: ritirato
2009: ritirato
2010: 65º

### Competizioni mondiali
- Campionati del mondo

Quito 1994 - Cronometro Junior: 3º
Quito 1994 - In linea Junior: 2º